# Кирилам
Кирилам (чечен. Кири лам) — горный хребет в Шатойском районе Чеченской Республики. Высота вершины над уровнем моря составляет 2803 метра. Ближайшие населённые пункты Кири и Химой.

## География
Кирилам находится на юго-востоке Скалистого хребта, в третьей передовой гряде северного склона системы Большого Кавказа и является одной из высочайших вершин Скалистого хребта. Как и другие гряды Скалистого хребта Кирилам имеет куэстовое строение и отделяется от других гряд Скалистого хребта сквозным ущельем реки.
Находится на левом берегу реки Шаро-Аргуна. Является геоморфологической границей левобережной части Шароевской котловины в бассейне реки Шаро-Аргуна.